# Jerup Kirke
Jerup Kirke, beliggende i landsbyen Jerup, ca. 12 km nordvest for Frederikshavn, er opført 1888-89 som filialkirke til Elling Kirke. Kirken er tegnet af arkitekt F. Uldall og er tydeligt i familie med andre mindre kirker fra samme periode og opført i tillempet romansk stil.
Murværket er i rød tegl med lyse bånd, taget er i sort skifer, og bygningen hviler på en granitsokkel .
Vestgavlen er på tagryggen forsynet med et lille ottekantet tårn, hvor kirkens klokke oprindeligt var ophængt.
I 1972 blev klokken nedtaget på grund af nedstyrtningsfare og blev placeret i en klokkestabel sydvest for kirken.
Det indre af kirken fremstår med ubehandlet bjælkeloft, er hvidkalket, spartansk udstyret og gulvet er belagt med rødbrune klinker.
Oprindelig havde kirken et altermaleri malet i 1900 af H. Agersnap. Det er senere blevet erstattet af et maleri af Svend Engelund.
I 1897 gennemgik kirken en omfattende restaurering grundet skader ved et lynnedslag.

## Eksterne kilder og henvisninger
- Wikimedia Commons har flere filer relateret til Jerup Kirke
- Jerup Kirke Arkiveret 31. januar 2011 hos  Wayback Machine hos nordenskirker.dk
- Jerup Kirke hos KortTilKirken.dk